# Garovaglia powellii
Garovaglia powellii är en bladmossart som beskrevs av Mitten 1868. Garovaglia powellii ingår i släktet Garovaglia och familjen Pterobryaceae. Inga underarter finns listade i Catalogue of Life.